# فینزبوری پارک، لندن
فینزبوری پارک (به انگلیسی: Finsbury Park) یک ناحیه در بریتانیا است که در منطقه ایزلینگتون لندن واقع شده‌است. فینزبوری پارک ۱۴٬۳۵۸ نفر جمعیت دارد.
ایستگاه فینزبوری پارک که جزئی از سیستم راه‌آهن نشنال ریل و متروی لندن است در مرکز این ناحیه قرار دارد، همچنین پارک فینزبوری با ۴۶ هکتار وسعت که در این نزدیکی این ناحیه قرار دارد. از دیگر اماکن مهم نزدیک به ناحیه میتوان از ورزشگاه امارات نام برد.